# Borgo Virgilio
Borgo Virgilio és un municipi italià, dins de la província de Màntua a la regió de la Llombardia. L'any 2014 tenia 14.730 habitants.
Es va crear el 4 de febrer de 2014 amb la fusió dels antics municipis de Borgoforte i Virgilio.